# Крупське (Золотоніський район)
Кру́пське — село в Україні, у Золотоніському районі Черкаської області. Входить до складу Золотоніської міської громади. Населення — 644 чоловік (на 2001 рік).

## Географія
Село розташоване в степу, на березі річки Кропивка за 16 км на північний схід від райцентру — міста Золотоноша та за 8 км від залізничної станції Пальміра. Загальна площа села — 213 га.

## Історія
Народні перекази переповідають, що назва села походить від першого поселенця на прізвище Круп.
За козаччини село Крупське входило до складу Кропивнянської сотні Переяславського полку.
У 1779 році у Крупському була церква Іоана Богослова
З ліквідацією сотенного устрою Крупське перейшло до складу Золотоніського повіту Київського намісництва.
За описом Київського намісництва 1781 року в Крупському було 132 хати. За описом 1787 року в селі проживало 444 душі. Було у володінні різного звання «казених людей», козаків і власників: колезьких асесорів Івана Андрієвського-Синеокова, Антона Дарагана і Якова Лукашевича.
Село є на мапі 1787 року.
У ХІХ ст. село Крупське у складі Кропивянської волості Золотоніського повіту Полтавської губернії.
1917 село увійшло до складу Української Народної Республіки. Спробу комуністичного перевороту здійснили терористичні загони більшовиків 16 січня 1918 року. Але населення не піддалося окупантам — ні російським, ні німецьким, які з'явилися тут разом із урядовцями Гетьмана Павла Скоропадського. На заклик Директорії УНР, селяни взяли участь у Золотоніському збройному повстанні 1918 року проти Української Держави Гетьмана Скоропадського, чим лише полегшили справу російських окупантів на початку 1919 р.
Лютий 1919  — чергова окупація села російськими більшовиками. Створено прокомуністичну сільську раду, першим головою якої став О. Л. Скрипник. В околицях села діяли українські повстанські загони, які до 1927 року робили владу комуністів у Крупському номінальною.
У 1930 році початкову школу було перетворено на семирічку, у якій комуністичні педагоги проводили жорстке ідеологічне зомбування.
Під час терористичної акції голодомору 1932—1933 років загинула 21 особа. Жертвою сталінського політичного терору стали 4 жителі. У довоєнні роки колгосп «Червона Зірка» досяг значних успіхів. Використовуючи підневільну працю, комуністи збирали високі врожаї зернових і технічних культур, поширювався так званий рух буряководів-п'ятисотенців.
З 19 вересня 1941 року по 22 вересня 1943 року село було зайнято німецькими військами.
У вересні 1943 року під с. Крупське в бою проти 30 німецьких танків героїчно загинула 2-га батарея 1847-го винищувального протитанкового артилерійського полку 29-ї винищувальної протитанкової артилерійської бригади, яка за утримання рубежу Золотоноша - Богодухівка була перейменована у 9-ту гвардійську винищувальну протитанкову артилерійську бригаду. Бригада стримувала атаки нацистів протягом трьох днів, допоки не підійшла радянська піхота.
Близько 250 крупщан взяли участь у німецько-радянській війні, з них 165 загинуло, 39 нагородили бойовими орденами та медалями Радянського Союзу.
У післявоєнну п'ятирічку повернулося колгоспне рабство. За безцінь комуністична влада примушувала відбудувати колективне господарство. Колгосп ім. Крупської мав 2269 га землі, у тому числі 2169 га орної. Основним напрямом виробництва було вирощування зернових культур і тваринництво, допоміжний — буряківництво і технічні культури (коноплі, м'ята). Допоміжні підприємства — млин, лісопильня і ремонтні майстерні.
Станом на 1972 рік в селі мешкало 944 чоловіка, працювали восьмирічна школа, клуб на 150 місць, бібліотека з фондом 7,7 тисяч книг, фельдшерсько-акушерський пункт, пологовий будинок, дитячі ясла і садок, швейна і взуттєва майстерні, магазин. Посилився масовий відтік населення села до міст, де більшість вихідців ставала соціальним люмпеном.
1991 року село проголосувало за відновлення державної самостійності України. Закінчилася епоха окупацій.

## Сучасність
На території села розташовано два ставки з водним дзеркалом 75 га, новий Будинок культури на 450 місць, магазини, водопровід, критий тік, фельдшерсько-акушерський пункт з квартирою для медичних працівників, навчально-виховний комплекс «Загальноосвітня школа І-III ступенів», дошкільна установа на 150 місць. Для селян збудовано лазню-сауну, для спеціалістів — житлові будинки.
Діє ПП «Крупське», що займається вирощуванням зернових культур (директор Володимир Барвет).

## Населення

### Мова
Розподіл населення за рідною мовою за даними перепису 2001 року:
| Мова            | Кількість | Відсоток |
| --------------- | --------- | -------- |
| українська      | 607       | 94.27%   |
| російська       | 15        | 2.31%    |
| білоруська      | 10        | 1.55%    |
| вірменська      | 9         | 1.40%    |
| циганська       | 1         | 0.16%    |
| інші/не вказали | 2         | 0.31%    |
| Усього          | 644       | 100%     |